# Kameralbau
Kameralbau (von lateinisch: camera = fürstliche Schatztruhe) ist ein Begriff des 18. und 19. Jahrhunderts und markiert den Beginn einer ökonomischen Vernunftbetrachtung des Baugeschehens in Preußen. Die Bedeutung des bis dahin verwendeten Prachtbaus ging zurück und wurde auf den Kameralbau übertragen. Besonders David Gilly und Karl Friedrich Schinkel waren für die Umsetzung dieser neuen Bauaufgabe bekannt. Eingeführt wurde der Begriff Kameralbau (vielfach auch als Ökonomiebau oder Landbau bezeichnet) durch die Neuordnung und Normierung der preußischen Bauverwaltung. 
In der damaligen Zeit wurde der Begriff Kameralbau für „einfache“ Staatsbauten, also Funktionsgebäude wie Schulen, Verwaltungsgebäude und Kirchengebäude verwendet, um sie von den Repräsentationsgebäuden wie Schlössern zu unterscheiden.
Auf der finanziellen Grundlage des Kameralbaus entstand im 19. Jahrhundert im Königreich Württemberg der sogenannte Kameralamtsstil für Kirchenbauten, die einem Musterplan der staatlichen Kirchenverwaltung folgten.